# أرنولد أدريان بايسكس
أرنولد أدريان بايسكس (بالهولندية: Arnold Adriaan Buyskes) (21 يناير 1771 - 23 يناير 1838) هو ضابط بحري هولندي ومُدير استعماري شغل منصب المفوض العام لجزر الهند الشرقية الهولندية لثلاث سنوات، وشغل سابقًا منصب نائب حاكم جاوة.